# Bupleurum barceloi
Bupleurum barceloi är en flockblommig växtart som beskrevs av Ernest Saint-Charles Cosson och Heinrich Moritz Willkomm. Bupleurum barceloi ingår i släktet harörter, och familjen flockblommiga växter. Inga underarter finns listade i Catalogue of Life.